# Біджар-Кенар
Біджар-Кенар (перс. بيجاركنار) — село в Ірані, у дегестані Пасіхан, у Центральному бахші, шагрестані Решт остану Ґілян. За даними перепису 2006 року, його населення становило 1063 особи, що проживали у складі 267 сімей.

## Клімат
Середня річна температура становить 14,10 °C, середня максимальна – 27,88 °C, а середня мінімальна – -1,12 °C. Середня річна кількість опадів – 1056 мм.
| Клімат поселення                              | Клімат поселення | Клімат поселення | Клімат поселення | Клімат поселення | Клімат поселення | Клімат поселення | Клімат поселення | Клімат поселення | Клімат поселення | Клімат поселення | Клімат поселення | Клімат поселення | Клімат поселення |
| Показник                                      | Січ.             | Лют.             | Бер.             | Квіт.            | Трав.            | Черв.            | Лип.             | Серп.            | Вер.             | Жовт.            | Лист.            | Груд.            |                  |
| Середній максимум, °C                         | 8,04             | 8,57             | 11,55            | 17,69            | 21,92            | 25,37            | 27,88            | 27,60            | 24,66            | 20,92            | 16,34            | 11,70            |                  |
| Середня температура, °C                       | 3,47             | 4,00             | 6,97             | 13,12            | 17,35            | 20,79            | 23,61            | 23,34            | 20,38            | 16,65            | 12,07            | 7,44             |                  |
| Середній мінімум, °C                          | −1,12            | −0,6             | 2,39             | 8,54             | 12,77            | 16,21            | 19,34            | 19,06            | 16,12            | 12,38            | 7,80             | 3,18             |                  |
| Норма опадів, мм                              | 111              | 86               | 81               | 51               | 43               | 28               | 23               | 53               | 112              | 172              | 153              | 143              |                  |
| Середньомісячна швидкість вітру, м/с          | 2.21             | 2.40             | 2.40             | 2.30             | 2.30             | 2.57             | 2.59             | 2.30             | 2.12             | 2.10             | 2.04             | 2.02             |                  |
| Середньомісячна сонячна радіація, кДж/м²·день | 6771             | 8947             | 11013            | 15723            | 20087            | 22353            | 23175            | 19510            | 16028            | 10888            | 8508             | 6501             |                  |
| --------------------------------------------- | ---------------- | ---------------- | ---------------- | ---------------- | ---------------- | ---------------- | ---------------- | ---------------- | ---------------- | ---------------- | ---------------- | ---------------- | ---------------- |
| Джерело:                                      |                  |                  |                  |                  |                  |                  |                  |                  |                  |                  |                  |                  |                  |